# Burcêncio
Burcêncio (em latim: Burcentius; m. 539) foi um oficial bizantino do século VI, ativo no reinado do imperador Justiniano (r. 527–565). Segundo Procópio de Cesareia, era besso (antigo povo trácio), indicando uma origem na Trácia. Sua nome, contudo, tem origem germânica. Em 539, atuou como doríforo e participou no Cerco de Áuximo sob o comando dos generais armênios Arácio e Narses. Na ocasião, traiu eles por dinheiro e trabalhou como mensageiro dos ostrogodos. Foi traído e pego por seus antigos companheiros, que queimaram-no vivo em frente ao inimigo.